# Edmund Gwenn
Edmund Gwenn (nar. Edmund John Kellaway, 26. září 1877 Londýn – 6. září 1959) byl anglický herec. Ve filmu se proslavil rolí Krisa Kringleho (Santa Kluse) ve vánočním filmu Zázrak v New Yorku (1947), za kterou získal Oscara za nejlepší vedlejší roli a cenu Zlatý glóbus. Druhý Zlatý glóbus a další nominaci na Oscara dostal za komedii Mister 880 (1950). Také hrál čtyřech filmech režírovaných Alfredem Hitchcockem.
Jako divadelní herec ve West Endu a na Broadwayi vystoupil v řadě her moderních dramatiků, včetně Bernarda Shawa, Johna Galsworthyho a J. B. Priestleyho. Po druhé světové válce žil ve Spojených státech, kde měl řadu úspěchů v Hollywoodu i na Broadwayi.